# Université Al Quaraouiyine

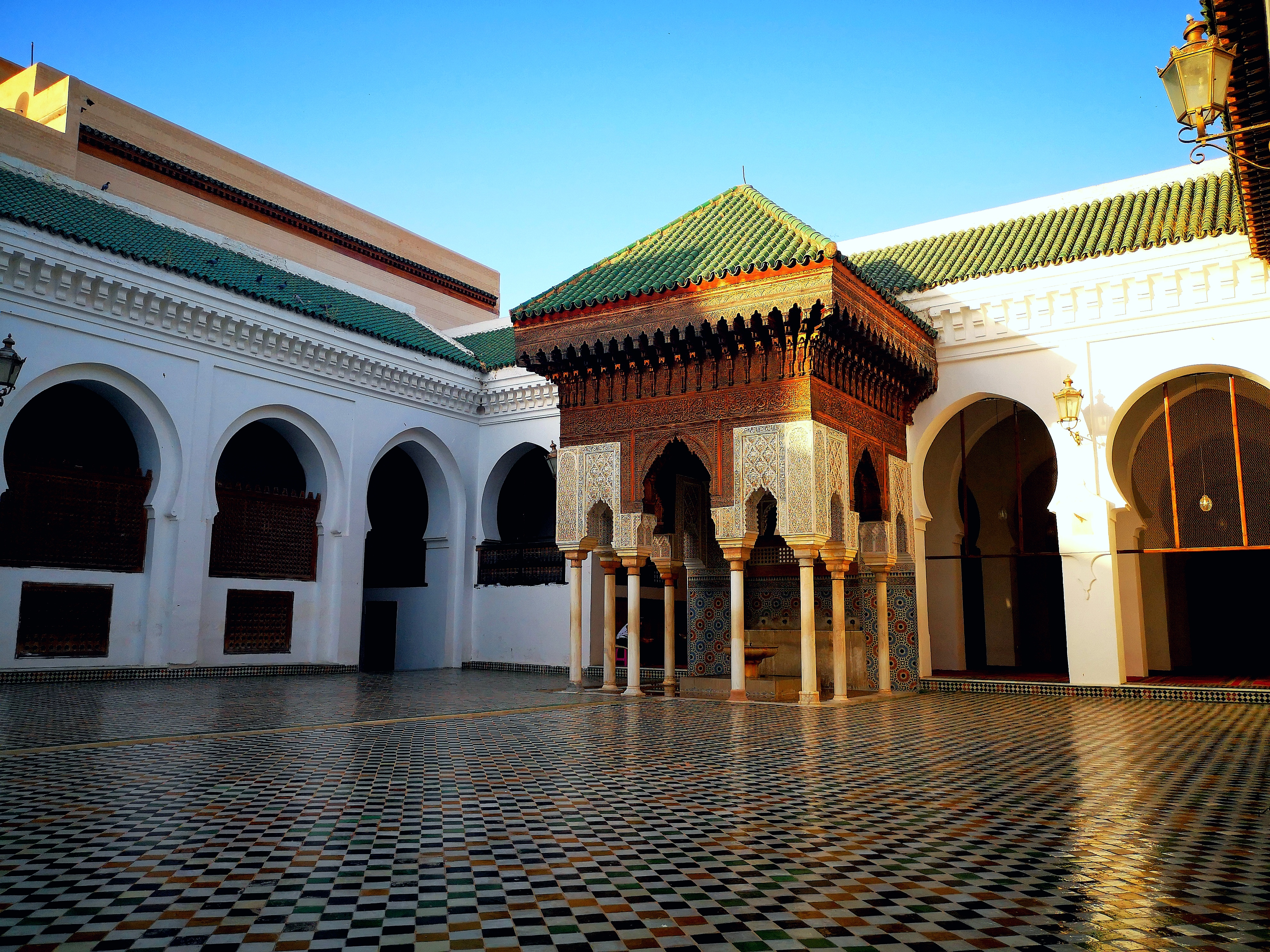
Vue sur le sahn depuis l'anaza, le jour déclinant.

Al Quaraouiyine (en arabe : جامعة القرويين, en  français : Université Al Quaraouiyine) est une université située à Fès, au Maroc. Selon la tradition, sa construction débute en 859 sous le règne de la dynastie idrisside. Elle est considérée comme la plus ancienne université au monde encore en activité par l'UNESCO, le Livre Guinness des records et plusieurs historiens, un statut contesté par certains notamment en raison de la définition inconstante de ce qu'est un enseignement universitaire.
Au XIIe siècle, toute une série de noms parmi les plus grands vont être associés d'une manière ou d'une autre à la Quaraouiyine : les grands précurseurs du soufisme, tels Ibn Hrizim, Abou Madyane, Abdeslam Ben Mchich Alami, les philosophes Avenpace et Averroès, le géographe Al Idrissi mais aussi Maïmonide, Ibn Khaldoun et Léon l'Africain pour ne citer qu'eux.[réf. nécessaire]
Elle est classée 95e dans le classement régional 2016 des universités arabes (U.S.News & World Report).

## Histoire et fondation

### La fondation de la Quaraouiyine
La tradition ainsi que la majorité des historiens contemporains estiment l'établissement de la mosquée vers 859 et attribuent sa fondation à Fatima el Fihriya, fille d'un riche homme d'affaires immigré de Kairouan (actuelle Tunisie) et  membre de la famille des Fihrides.  
Dans l'histoire racontée par Ibn Abi Zar, Muhammad ibn Abdallâh al-Fihri, riche commerçant de Kairouan (dans l'actuelle Tunisie), s’installa avec sa famille à Fès. À sa mort, ses deux filles Fatima et Maryam recueillirent un important héritage qu’elles décidèrent de consacrer à des œuvres de bienfaisance. Dans le quartier des Andalous, Maryam construisit la mosquée des Andalous. Sa sœur Fatima acheta un jardin maraîcher et obtient l’accord du prince idrisside Yahyâ ibn Idrîs pour ériger le premier noyau de la future al-Quaraouiyine. Pour assurer l’entretien de l’édifice et en garantir le fonctionnement, elle légua en biens de mains mortes (waqf) tous ses trésors. La première mosquée était un simple oratoire, la prière du vendredi continuant d’être prêchée à la mosquée al-Shurafa. Elle n’y fut transférée qu’à partir de 933. La mosquée fut alors dotée d’un minbar et appelée mosquée "al Quaraouiyine" (mosquée des Kairouanais), en hommage à la ville d'origine de Fatima al-Fihriya.
La mosquée Al Quaraouiyine vit son architecture évoluer et s'agrandir. Elle devient, du Xe siècle au XIIe siècle, un important centre d'enseignement et une des premières universités au monde. Sa bibliothèque abrite toujours la plus ancienne copie d'une œuvre de Platon, datant du Xe siècle.

### Du lieu de culte au lieu d'enseignement «universel»
L'historien marocain Mohammed Al-Manouni pense que c'est sous le règne des Almoravides que l'université s'ajouta réellement à la mosquée. D'autres historiens comme Alfred Bel et Évariste Lévi-Provençal ne donnent à la Quaraouiyine le titre d’université qu’à partir de l’époque mérinide, bien que le premier affirme qu'elle fut un centre religieux et intellectuel important du Maghreb depuis l'époque idrisside. Selon Abdelhadi Tazi il est difficile, voir impossible, d'établir la date à laquelle l'éducation formelle a été dispensée pour la première fois. La plus ancienne preuve trouvée d'enseignement daterait de 1121.

Ainsi, il faut attendre la première moitié du XIIe siècle pour voir sortir de Fès de grands philosophes (à l'image d'Avempace), mathématiciens (comme Ibn Al-Yasmine, inventeur du Triangle de Pascal), en plus de nombreux théologiens et personnalités littéraires. Cela signifie naturellement qu'à cette époque la ville de Fès est devenue capable de présenter des enseignements dans diverses branches (théologie (pas exclusivement islamique) jurisprudence, philosophie, médecine, mathématiques, astronomie, sciences de la langue…). Ces diverses branches qui, si elles sont concentrées dès l'époque à la Quaraouiyine avec logiquement des professeurs pour chaque matière, peuvent symboliser les futures facultés d'après les futures notions occidentales.
À cette époque, la Quaraouiyine remettait également à ses étudiants la « Ijazah » (qui veut dire « permission », « autorisation » ou « licence »), document dont le professeur Georges Makdisi avance l'hypothèse qu'il serait une sorte de qualification ou doctorat délivré dans le système éducatif islamique médiéval et pourrait même être à l'origine de la Licentia docendi (doctorat européen médiéval), opinion partagée par d'autres chercheurs comme le professeur Alfred Guillaume.

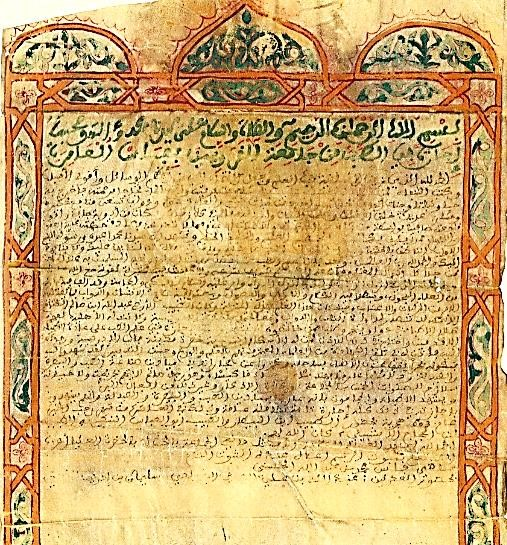
Document pouvant être considéré comme le plus ancien "Doctorat en Médecine" documenté et connu à ce jour. Délivré par l'université Al Quaraouiyine au Docteur Abdellah Ben Saleh Al Koutami en 1207.

Au XIVe siècle et au-delà (époques wattasside, saadienne, alaouite), beaucoup de grands savants et lettrés du Maghreb et de ce qui restait de l’Andalousie sont passés à Fès et sa Quaraouiyine en tant qu’étudiants, professeurs ou simples auditeurs tels que Ibn al-Khatib, Ibn Khaldoun, Léon l'Africain, Al Yusi, et bien d'autres. 
Certains des plus grands érudits chrétiens, comme le Belge Nicolaus Clenardus et le Néerlandais Jacob Golius, ont également enrichi le système éducatif d'Al-Quaraouiyine.

### L'université sous la dynastie alaouite
Moulay Rachid, premier sultan de la dynastie des Alaouites, portait un réel intérêt pour le domaine scientifique et en fit profiter l'université Al Quaraouiyine. Il y attira des Oulémas d’autorité venus sous le nom de « Achcharratine » et institua la tradition dite «  Soltane Tolba » (sultan des étudiants) ; manifestation qui avait lieu chaque année durant les vacances du printemps sous le Patronage de l’Etat et du Roi lui-même, et au cours de laquelle la masse des étudiants choisissait un Sultan, désignait son gouvernement pour une période de quinze jours.
À cette occasion, on organisait des colloques scientifiques, des débats autour des questions cruciales ; on prononçait des discours et on lisait des poèmes. Une élite de notables de la ville honorait de sa présence cette manifestation et entourait de sa sollicitude le « sultan des étudiants ».
Cette manifestation qui revêtait les aspects d’une fête populaire mais d’un type particulier était aussi marquée – événement rare - par la visite du sultan alaouite qui à l’occasion, offrait des cadeaux aux étudiants, écoutait leurs doléances et veillait à ce que leurs vœux fussent satisfaits. C’était le témoignage le plus sûr et la preuve la plus directe que le sultan pût apporter de son intérêt pour la science et ses promoteurs attitrés et à venir ; un geste qu’on n’enregistrât nulle part ailleurs, du moins sous cette forme, dans le monde entier.
L’action des Alaouites au profit de l’université Al Quaraouiyine continua en la personne de Sidi Mohammed Ben Abdellah (Mohammed III) dont l’intervention infléchit de façon décisive les efforts de l'université pour réorganiser ses enseignements, voire les adapter aux besoins et attentes des étudiants qu’elle accueillait. Il ouvrit ainsi un dossier consacré à l'université Al Quaraouiyine et promulgua un dahir royal en l'an 1203 de l'Hégire (1789 de l’ère chrétienne) où il demanda au cheikh d’Al Quaraouiyine de définir les matières enseignées et d’en indiquer les ouvrages de référence.
À cette époque, plusieurs sources s’accordent sur l’existence à Fès d’une centaines de chaires d’enseignement dont vingt étaient établies à l’université Al Quaraouiyine et les autres disséminées à travers la ville dans ses différentes dépendances ou annexes. Les mêmes sources font état d’un grand nombre de bibliothèques autant publiques que privées.

## Plus vieille université du monde encore active
Elle est considérée comme la plus ancienne université au monde encore en activité par l'UNESCO,, le Livre Guinness des records,  et par plusieurs historiens,,,,,,,. 
Cependant, ce statut est contesté par certains historiens, qui soulignent que l'université Zitouna en Tunisie, fondée en 737, est antérieure à Al Quaraouiyine et a joué un rôle central dans l'enseignement islamique,. Par ailleurs, l'université de Bologne, fondée en 1088, est souvent considérée comme la première université au sens moderne du terme, avec une organisation académique formalisée et des diplômes structurés.

## Architecture

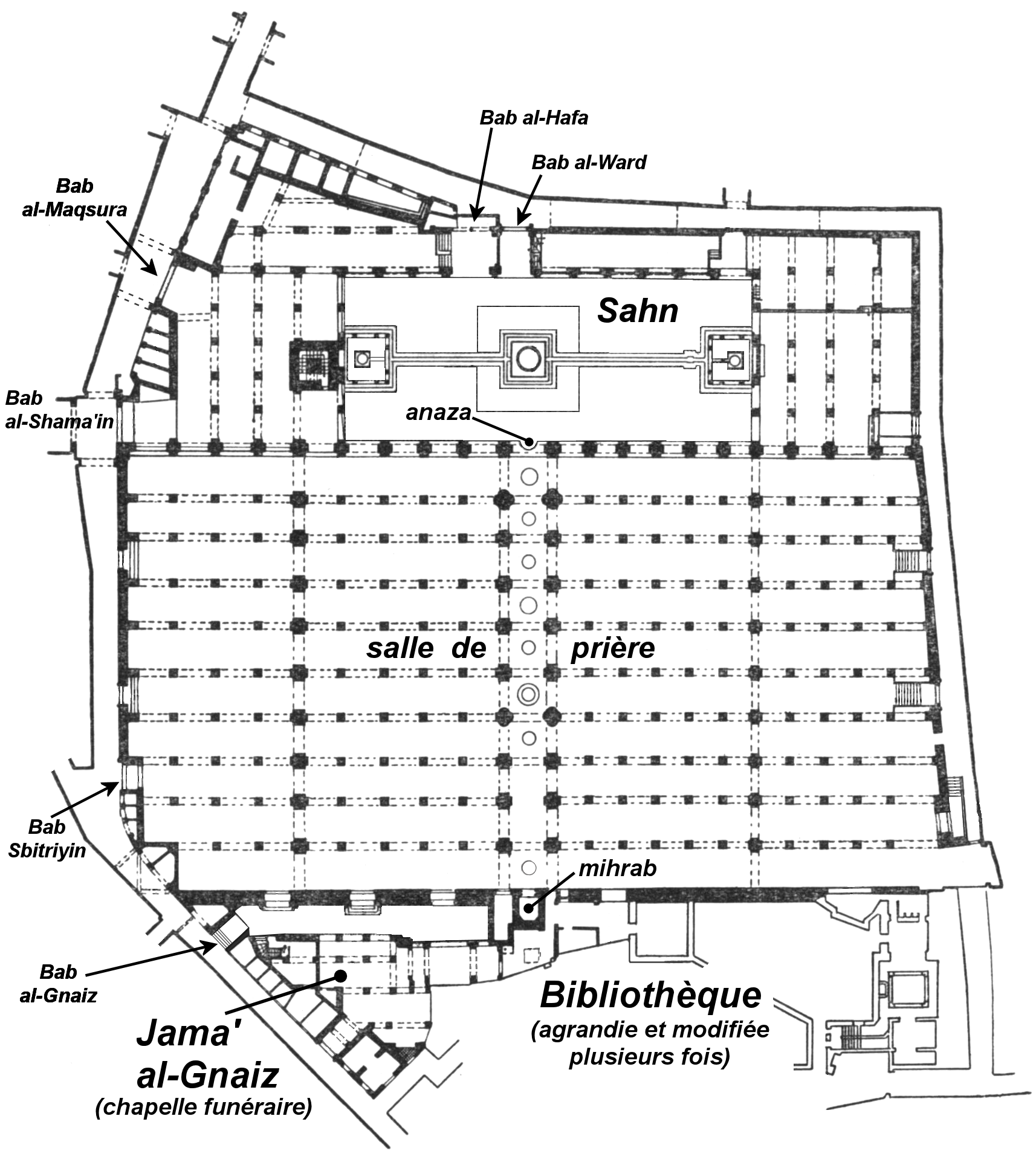
Plan de la mosquée et quelques-unes de ses structures annexes (à partir d'une étude menée dans les années 1920 ; depuis ce temps, la bibliothèque au sud a été remaniée), 1957.

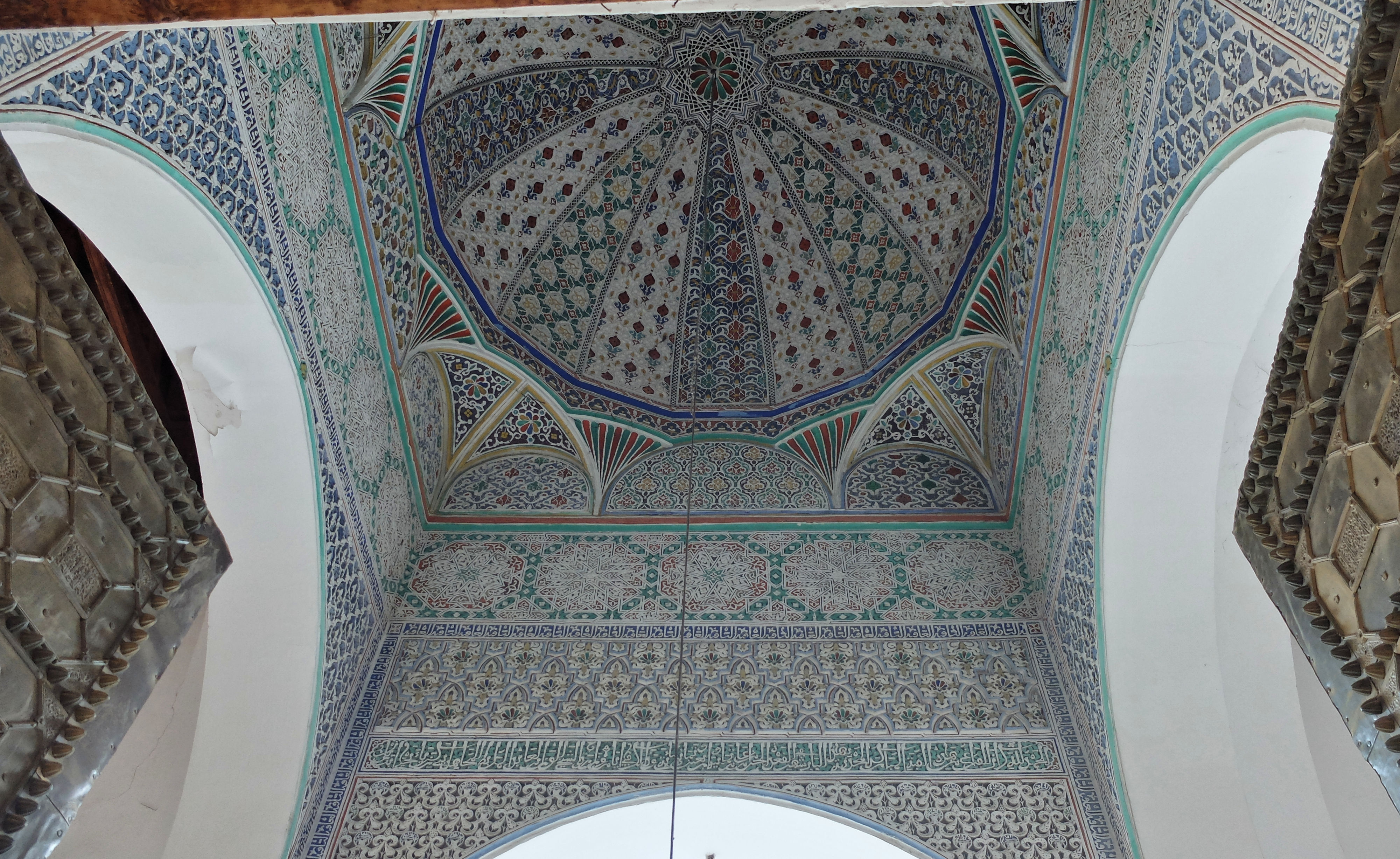
Dôme dans le vestibule de la porte Al-Ward de la Quaraouiyine, 2014.

Tous les matériaux nécessaires furent extraits d'une carrière établie sur le terrain même. L'eau fut fournie par un puits creusé également au même lieu.
La mosquée mesurait alors 150 empans (environ 35 mètres) de longueur du nord au sud. Elle comprenait quatre nefs, une petite cour, un mirhab ainsi qu'un minaret peu élevé.
La mosquée compte 270 colonnes formant 16 nefs de 21 arcs chacune. Chaque nef contient 4 rangées de 210 fidèles, soit 840 ce qui donne pour les 16 nefs 13 440. Ajoutons 160, nombre des fidèles pouvant se placer au besoin devant les colonnes ; 2700 autres peuvent trouver place dans la cour et 6000 dans la galerie, les vestibules et les seuils des portes. Au total, pas moins de 22 700 fidèles peuvent entendre la prière à la fois.

## L'université moderne
L'université Quaraouiyne s'est instituée en université moderne à partir des années 1960.
Les études aujourd'hui enseignées sont fortement orientées vers la religion (histoire et exégèse), la littérature (Critique littéraire, la Philologie, la Linguistique, les Méthodes de recherche) et le droit (étude de la théologie islamique) et les langues dans une moindre mesure. L'université est subdivisée en facultés réparties sur plusieurs villes du Maroc (Fès, Agadir, Tétouan, Marrakech, Es-Semara). L'université délivre des diplômes visés par l'État marocain.
Facultés :
- faculté Chariâa (Théologie) à Fès ;
- faculté Allogha Al Arabia (Langue arabe) à Marrakech ;
- faculté Oussoul Addine (Théologie) à Tétouan ;
- faculté Chariâa (Théologie) à Agadir ;
- faculté des Sciences de la Chariâa (Théologie) à Smara.

Diplômes :
Depuis 2003, la nouvelle organisation pédagogique de l’Université Al Quaraouiyine s’inscrit dans le cadre du Système « LMD » (Licence-Master-Doctorat) des formations supérieures.
- Certificat Universitaire d'Études Littéraires (CUEL)
- Al Ijaza Oulya (Licence)
- Atakhssiss (DES)
- Al A’limya (Doctorat d’État)

Publications périodiques :
- revue Al Quaraouiyine ;
- revue de la faculté Al Logha al Arabia (Marrakech) ;
- revue de la faculté Ach-charia (Fès) ;
- revue de la faculté Ach-chariat (Agadir) ;
- revue de la faculté Ossouleddine (Tétouan).

- Étudiants : 6 178
- Enseignants : 64
- Personnel administratif : 8 260